# Чурюмов, Сергей Кугультинович
Сергей Кугультинович Чурюмов (1931 год, Бурул, Западный район, Калмыцкая автономная область, РСФСР, СССР) — комбайнёр совхоза «Южный» Городовиковского района Калмыцкой АССР. Герой Социалистического Труда (1967). Депутат Верховного Совета 9 созыва.

## Биография
Родился в 1931 году в селе Бурул Западного района (сегодня — Городовиковский район) Калмыцкой автономной области. В декабре 1943 года был сослан в семьёй в Сибирь в рамках акции «Улусы». В 1950 году закончил в Ульяновском районе Омской области курсы механизаторов, после чего получил профессию механизатора широкого профиля. Трудовую деятельность начал с 17-летнего возраста. В 1958 году возвратился на родину. С 1959 года в течение двадцати лет работал комбайнёром в колхозе «Южный» Городовиковского района Калмыцкой АССР.
В уборочную страду 1966 года подобрал с 322 гектаров колосовые и намолотил 8 тысяч центнеров зерновых. За 7 пятилетку (1959—1966) собрал колосовые с площади 2291 гектаров и намолотил 41 тысячу зерновых. Указом Президиума Верховного Совета СССР от 19 апреля 1967 года удостоен звания Героя Социалистического Труда с вручением ордена Ленина и золотой медали «Серп и Молот».

## Память
- В Элисте на Аллее героев установлен барельеф Сергея Чурюмова.

## Награды
- Орден Ленина (1967);
- Орден Октябрьской Революции.

## Источник
- Очерки истории Калмыцкой АССР. Эпоха социализма/ Социалистическое строительство на территории Калмыкии в годы четвёртой и пятой пятилеток (1946—1956 гг.) (недоступная ссылка)
- Сергей Кугультинович Чурюмов: букл. // Наши земляки — Герои Социалистического Труда: компл. букл. / сост.: Г. Д. Андраева, З. Б. Очирова; ред. Е. Н. Бошева; худож. В. Я. Михин. — Элиста, 1987.
- Очерки истории Калмыцкой АССР, Эпоха социализма, М., изд. Наука, 1970, стр. 388